# Dead Cross (EP)
Dead Cross è l'unico extended play del supergruppo musicale hardcore punk statunitense eponimo, pubblicato in edizione limitata il 29 giugno 2018 dalla Ipecac Recordings.

## Descrizione
Il disco contiene 2 brani nuovi brani non rilasciati dai Dead Cross nel loro album di debutto omonimo, e 2 brani remiscelati da Planet B e PANICKER.

## Tracce
Lato A
1. Skin Of A Redneck – 4:01
2. My Perfect Prisoner – 2:39

Durata totale: 6:40
Lato B
1. Shillelagh (PANICKER Remix) – 3:00
2. Church of the Motherfuckers (Planet B Remix) – 3:05

Durata totale: 6:05

## Formazione

### Dead Cross
- Mike Patton - voce
- Dave Lombardo - batteria
- Justin Pearson - basso elettrico
- Michael Crain - chitarra elettrica